# バイオハザード6 CODE:Veronica
『バイオハザード6 CODE:Veronica』（バイオハザード6 コード：ベロニカ）は、カプコンのゲームソフト『バイオハザードシリーズ』をS・D・ペリーが小説化したホラーゲームノベライズ。シリーズ第6弾である。ゲーム版『バイオハザード CODE:Veronica』を基にしたストーリーが展開される。翻訳は野下祥子。

## 出版経緯
- 2006年（平成18年）　『バイオハザード6 CODE:Veronica』が中央公論新社C★NOVELSより刊行。

書籍情報
バイオハザード6 CODE:Veronica 2006年 ISBN 4125009279

## 登場キャラクター

### 登場人物
- クリスの妹 - クレア・レッドフィールド（Claire Redfield）
- ロックフォート島の囚人 - スティーブ・バーンサイド（Steve Burnside）

### S.T.A.R.S.の元隊員たち
- クリス・レッドフィールド（Chris Redfield）
- バリー・バートン（Barry Burton）
- レオン・S・ケネディ(Leon Scott Kennedy)
- ジル・バレンタイン（Jill Valentine）
- レベッカ・チェンバース（Rebecca Chambers）
- デヴィッド・トラップ
- ジョン・アンドリューズ

### その他
- アンブレラ創立者の末裔 - アルフレッド・アシュフォード（Alfred Ashford）
- アルフレッドの双子の妹 - アレクシア・アシュフォード（Alexia Ashford）
- アンブレラ保安部隊隊長 - ロドリゴ・ファン・ラバル（Rodrigo Juan Raval）
- クリスの元上官 - アルバート・ウェスカー（Albert Wesker）
- Tウィルス生物 - バンダースナッチ（Bandersnatch）
- 謎の男 - トレント